# Inline-Skaterhockey-Bundesliga 2020
Die Saison 2020 ist die 25. Spielzeit der Inline-Skaterhockey-Bundesliga, in der zum 35. Mal ein Deutscher Meister hätte ermittelt werden sollen. Ausrichter ist die Sportkommission Inline-Skaterhockey Deutschland im Deutschen Rollsport und Inline-Verband. Die Saison wurde aufgrund der COVID-19-Pandemie abgebrochen.

## Teilnehmer
| Klub                 | Standort | Vorjahr                    | Play-offs                  |                            |
| -------------------- | -------- | -------------------------- | -------------------------- | -------------------------- |
| Bissendorfer Panther | Wedemark | 8.                         | Viertelfinale              |                            |
| Commanders Velbert   | Velbert  | 9.                         | -                          |                            |
| Crash Eagles Kaarst  | Kaarst   | 1.                         | Finale                     |                            |
| Crefelder SC         | Krefeld  | 3.                         | Halbfinale                 |                            |
| Duisburg Ducks       | Duisburg | 6.                         | Viertelfinale              |                            |
| HC Köln-West Rheinos | Köln     | 4.                         | Halbfinale                 |                            |
| Red Devils Berlin    | Berlin   | Meister 2. Bundesliga Nord | Meister 2. Bundesliga Nord | Meister 2. Bundesliga Nord |
| Rockets Essen        | Essen    | 2.                         | Deutscher Meister          |                            |
| Samurai Iserlohn     | Iserlohn | 7.                         | Viertelfinale              |                            |
| TV Augsburg          | Augsburg | 5.                         | Viertelfinale              |                            |

## Ursprünglich geplanter Modus
Die 1. Bundesliga geht mit zehn Mannschaften an den Start. Jede Mannschaft trifft in Hin- und Rückspiel auf jede andere Mannschaft. Für einen Sieg in regulärer Spielzeit gibt es drei Punkte. Endet eine Partie nach 60 Minuten unentschieden, folgt umgehend ein Penaltyschießen. Für einen Sieg nach Penaltyschießen gibt es zwei Punkte, für eine Niederlage nach Penaltyschießen einen Punkt. Bei Punktgleichheit zum Ende der Hauptrunde entscheidet der direkte Vergleich über die Rangfolge. Die ersten acht Mannschaften erreichen die Play-offs. Die Mannschaft auf Rang neun hat sich sportlich für die nächste Spielzeit qualifiziert. Das Team auf Rang zehn steigt direkt in die 2. Bundesliga ab. Der Sieger der Play-offs ist Deutscher Meister.

## Vorrunde
|     | Mannschaft           | Sp | G | GP | U | VP | V | Tore  | +/− | P |
| --- | -------------------- | -- | - | -- | - | -- | - | ----- | --- | - |
| 1.  | Crash Eagles Kaarst  | 1  | 1 | 0  | 0 | 0  | 0 | 16:04 | +12 | 3 |
| 2.  | HC Köln-West Rheinos | 1  | 1 | 0  | 0 | 0  | 0 | 12:03 | +09 | 3 |
| 3.  | Crefelder SC         | 1  | 1 | 0  | 0 | 0  | 0 | 11:04 | +07 | 3 |
| 4.  | Bissendorfer Panther | 1  | 1 | 0  | 0 | 0  | 0 | 12:07 | +05 | 3 |
| 5.  | SHC Rockets Essen    | 1  | 1 | 0  | 0 | 0  | 0 | 08:07 | +01 | 3 |
| 6.  | Samurai Iserlohn     | 1  | 0 | 0  | 0 | 0  | 1 | 07:08 | −01 | 0 |
| 7.  | Red Devils Berlin    | 1  | 0 | 0  | 0 | 0  | 1 | 07:12 | −05 | 0 |
| 8.  | Duisburg Ducks       | 1  | 0 | 0  | 0 | 0  | 1 | 04:11 | −07 | 0 |
| 9.  | Commanders Velbert   | 1  | 0 | 0  | 0 | 0  | 1 | 03:12 | −09 | 0 |
| 10. | TV Augsburg          | 1  | 0 | 0  | 0 | 0  | 1 | 04:16 | −12 | 0 |

Stand nach dem 1. Spieltag (ausgetragen am 7. und 8. März 2020). Seither war die Saison zunächst unterbrochen und wurde schließlich abgebrochen.
Abkürzungen: Sp = Spiele, G = Siege, GP = Siege nach Penaltyschießen, U = Unentschieden, VP = Niederlage nach Penaltyschießen V = Niederlagen, P = Punkte

Erläuterungen:

## Auswirkungen der COVID-19-Pandemie
Am 13. März 2020 hat die ISHD die vorläufige Einstellung des Spielbetriebs aufgrund der COVID-19-Pandemie bekanntgegeben. Diese Saisonunterbrechung war zunächst zeitlich bis zum 15. April begrenzt, wurde aber immer wieder verlängert, zuletzt am 1. Juli 2020, als die weitere Aussetzung bis zum 16. August 2020 beschlossen wurde. Am 2. September erfolgte der endgültige Abbruch der Saison.
In mehreren Videokonferenzen mit den Vereinen hatte die ISHD Möglichkeiten zu einer Wiederaufnahme des Spielbetriebs erörtert. Hätte es die Lage bezüglich der COVID-19-Pandemie zugelassen, sollte die Herren-Bundesliga in zwei Gruppen à fünf Mannschaften geteilt werden, in der jeweils eine Einfachrunde (also Hin- und Rückspiel gegen jeden Gegner) absolviert werden sollte. Die ersten Vier pro Gruppe sollten die Play-offs erreichen. Ein Absteiger sollte in der Saison 2020 nicht ermittelt werden. Der bereits ausgetragene erste Spieltag der eigentlichen Saison wäre annulliert worden; die Saison wäre also neu gestartet worden. Die Saison sollte auf jeden Fall am 31. Dezember 2020 enden.
Schließlich hat die ISHD die Saison am 2. September offiziell abgebrochen, unter anderem da bayrische Mannschaften aufgrund der dort gültigen Corona-Schutzverordnung nicht an einem Spielbetrieb außerhalb der Landesebene teilnehmen durften. Auf Basis des vorgeschlagenen Modus für eine Kurzsaison hat die ISHD einen Ersatzspielbetrieb mit der Bezeichnung „ISHD Masters 2020“ angeboten, offen für Mannschaften der 1. und 2. Bundesliga. Den Vereinen wurde – ohne Sanktionen im Falle eines Verzichts – die Teilnahme auf freiwilliger Basis offeriert. Letztlich haben sich drei Mannschaften der 1. Bundesliga und fünf Mannschaften der beiden 2. Bundesligen zu diesem Ersatzspielbetrieb gemeldet. Die übrigen Teams verzichteten.
Doch auch dieser Ersatzspielbetrieb musste abgebrochen werden. Aufgrund des durch die Bundesregierung und die Länder für den November verhängten zweiten Lockdowns erklärte die ISHD die Saison am 29. Oktober 2020 mit Wirkung zum 2. November 2020 für beendet.

## Ersatzspielbetrieb: ISHD Masters 2020
Die acht Mannschaften wurden auf zwei Gruppen à vier Mannschaften aufgeteilt. Die beiden Gruppensieger hätten in Hin- und Rückspiel den Sieger des ISHD Masters 2020, also keinen Deutschen Meister, ermitteln sollen. Die Mannschaft mit dem schlechteren Punktekoeffzienten (bei Gleichheit die mit dem schlechteren Tordifferenzquotienten) hätte im Hinspiel, die bessere Mannschaft im entscheidenden Rückspiel Heimrecht gehabt. Durch den endgültigen Abbruch der Saison mit Wirkung zum 2. November 2020 wurde kein Sieger ermittelt.
Gruppe A:
|    | Mannschaft                     | Sp | G | GP | U | VP | V | Tore  | +/− | P |
| -- | ------------------------------ | -- | - | -- | - | -- | - | ----- | --- | - |
| 1. | Bissendorfer Panther (1. BL)   | 2  | 1 | 0  | 0 | 0  | 1 | 20:17 | +03 | 3 |
| 2. | Red Devils Berlin (1. BL)      | 2  | 1 | 0  | 0 | 0  | 1 | 16:14 | +02 | 3 |
| 3. | Crash Eagles Kaarst II (2. BL) | 2  | 1 | 0  | 0 | 0  | 1 | 13:14 | −01 | 3 |
| 4. | Miners Oberhausen (2. BL)      | 2  | 1 | 0  | 0 | 0  | 1 | 08:12 | −04 | 3 |

Gruppe B:
|    | Mannschaft                  | Sp | G | GP | U | VP | V | Tore  | +/− | P |
| -- | --------------------------- | -- | - | -- | - | -- | - | ----- | --- | - |
| 1. | Düsseldorf Rams (2. BL)     | 3  | 3 | 0  | 0 | 0  | 0 | 28:22 | +06 | 9 |
| 2. | Rhein-Main Patriots (2. BL) | 4  | 1 | 0  | 0 | 0  | 3 | 35:28 | +07 | 3 |
| 3. | Crash Eagles Kaarst (1. BL) | 2  | 1 | 0  | 0 | 0  | 1 | 21:22 | −01 | 3 |
| 4. | Langenfeld Devils (2. BL)   | 1  | 0 | 0  | 0 | 0  | 1 | 03:15 | −12 | 0 |

Stand nach dem letzten ausgetragenen Spiel am 31. Oktober 2020. Die Saison wurde im Anschluss endgültig abgebrochen.
Finale:
Das Finale wurde nicht ausgetragen.

## Rückzug
Die Commanders Velbert ziehen sich zurück und haben zur Bundesliga-Saison 2021 nicht gemeldet.

## Nachrücker
Da die Saison 2020 nicht beendet werden konnte, entschied die Abschlussplatzierung der Saison 2019 über den Nachrücker. Da es aus dem Bereich der nachrückberechtigten Mannschaften der 2. Bundesliga keine Meldung gab und die Highlander Lüdenscheid als Zehntplatzierte und damit als besser platzierter Absteiger aus der 1. Bundesliga ebenfalls verzichteten, rückt der Tabellenelfte der 1. Bundesliga 2019, die Düsseldorf Rams, nach.

## Lizenzübertragung
Die Red Devils Berlin haben die Kooperation mit den Berlin Buffalos beendet und die Bundesliga-Lizenz auf die Buffalos übertragen. Die Red Devils gehen in der Saison 2021 in der 2. Bundesliga an den Start.

## Pokalsieger
Pandemiebedingt wurde der Pokalwettbewerb 2020 abgesagt.